# Décembre 1932

## Événements
- À Genève, l’Allemagne obtient l’égalité des droits (Gleichberechtigung) avec les Alliés.

- 14 décembre, France : chute du président du Conseil Édouard Herriot sur la question du paiement aux Américains des dettes de guerre, que la Chambre refuse, puisque sur la proposition des États-Unis, l’Allemagne a cessé de payer les réparations depuis l’été 1931.

- 24 décembre : Arturo Alessandri Palma est élu président du Chili (fin en 1938). Il restaure la continuité institutionnelle au Chili et opère un net virage conservateur. Lors des élections, Marmaduque Grove, qui avait présidé la République socialiste en 1931, obtient malgré son exil 17,7 % des suffrages, juste derrière Alessandri.

- 26 décembre : tremblement de terre dans le Gansu. Il fait 70 000 victimes[1].

- 28 décembre, France : Joseph Paul-Boncour président du Conseil. Gouvernement Joseph Paul-Boncour.

## Naissances
- 5 décembre : 
  - François Deguelt, auteur-compositeur-interprète français († 22 janvier 2014).
  - Jacques Roubaud, poète, écrivain et mathématicien français († 5 décembre 2024).
- 5 décembre : Little Richard, chanteur et musicien américain († 9 mai 2020).
- 6 décembre : Hank Bassen, joueur de hockey.
- 8 décembre :
  - Eusébio Oscar Scheid, cardinal brésilien, archevêque émérite de Rio de Janeiro († 13 janvier 2021).
  - Charly Gaul, coureur cycliste luxembourgeois, vainqueur du tour de France 1958 († 6 décembre 2005).
- 9 décembre, Donald Byrd, trompettiste de jazz américain
- 10 décembre : Bob Cranshaw, contrebassiste et bassiste de jazz américain.
- 11 décembre : Monique Pantel, critique de cinéma française († 14 avril 2021).
- 15 décembre : Ernest Cabo, évêque catholique français, évêque émérite de Basse-Terre († 28 novembre 2019).
- 18 décembre : 
  - Nikolai Rukavishnikov, cosmonaute soviétique († 2002).
  - Roger Smith, acteur et scénariste américain († 4 juin 2017).
- 23 décembre : Noël Foré, coureur cycliste belge († 16 février 1994).
- 24 décembre : Oulton Wade, homme politique britannique († 7 juin 2018).
- 28 décembre : Nichelle Nichols, chanteuse et actrice américaine († 30 juillet 2022).
- 29 décembre : Cornelio Sommaruga, juriste et diplomate suisse († 18 février 2024).
- 30 décembre : Norbert Boucq, joueur et entraîneur de football français († 19 février 2008).
- 31 décembre : Paolo Villaggio, acteur, écrivain, animateur de télévision et comique italien († 3 juillet 2017).

## Décès
- 13 décembre : Georgios Jakobides, peintre grec (° 11 janvier 1853).
- 26 décembre : Georges Tardif, peintre français (° 16 février 1864).